# Cassam Uteem
Cassam Uteem (Port Louis, 22 de marzo de 1941) es un político y psicólogo de Mauricio, que llegó a ser Presidente de la República.

## Biografía
Estudió en la Universidad de París VII, donde se graduó en Arte y obtuvo un Master en psicología. Es doctor honoris causa por las universidades de Mauricio, de Buckingham (Reino Unido), de Aix-en-Provence (Francia), Antananarivo (Madagascar) y la Universidad Jamia Milla Islamia (India).
De joven, en la década de 1960 se incorporó al Movimiento Militante de Mauricio, un partido político de izquierdas. Con esta formación fue elegido Consejero del municipio de Port Luis, y más tarde Alcalde, en 1986. Con anterioridad, en 1976, fue diputado en el Parlamento de Mauricio, reelegido en 1982, cuando pasó a formar parte del gobierno como Ministro de Empleo, Seguridad Social y Solidaridad Nacional durante un año.
Afianzado como líder del Movimiento Militante de Mauricio, obtuvo escaño de nuevo en las sucesivas convocatorias electorales hasta 1991, siendo nombrado vice primer ministro y ministro de Industria y Tecnología en el periodo 1990-1991.
En 1992 se presentó como candidato a presidente de la República, siendo elegido en julio de ese mismo año. Renovó el cargo por otro periodo de cinco años en 1997.
Implicado en la política internacional de paz y seguridad, así como de defensa de los derechos humanos y extensión de la democracia, es miembro de la Fundación para el Liderazgo Global, del Instituto Internacional para la Democracia y la Asistencia Electoral de Suecia, Club de Madrid así como participa en diversos proyectos con la Unesco.